# Засідка під Веселою Горою
Засідка під Веселою Горою та Бій під Цвітними Пісками — диверсія проросійських сил, влаштована 5 вересня 2014 року біля блокпоста села Весела Гора та села Цвітні Піски Луганської області.
Спершу із засідки під Веселою Горою була розбита колона 24 БТрО «Айдар», а в бою двома годинами згодом під Цвітними Пісками українські десантники при прориві втратили ще понад 20 бійців.
Загалом українські сили втратили 40-49 військових загиблими та зниклими безвісти.

## Передумови
Станом на 5 вересня 2014 року наступ російської регулярної армії деблокував оточений українськими силами Луганськ у боях під Новосвітлівкою і Хрящуватим, Луганським аеропортом і Георгіївкою. Деякі українські підрозділи неорганізовано відступали, самовільно покидаючи зону бойових дій.
3—4 вересня, у рамках підготовки до Мінських переговорів, було повідомлено про намір встановити режим припинення вогню від 5 вересня.
Блокпост в районі Цвітних Пісків контролював єдину трасу Н21 з Металіста на Щастя, і утримувався українськими підрозділами під командуванням офіцера 1-ї танкової бригади Грицькова. З невстановлених причин особовий склад блокпоста полишив його 4 вересня 2014 року.
Решта українських підрозділів у селищі Металіст не були сповіщені про те, що блокпост під Цвітними Пісками більше не контролювався українськими силами. Блокпост у Металісті з 4 вересня оборонявся силами 5-ї аеромобільної десантної роти.
Проросійські сили без бою зайняли блокпост вранці 5 вересня, використавши також сповіщення про припинення вогню, і залишили блокпост під українським прапором.

## Подія
5 вересня 2014 року колона двох груп батальйону «Айдар» у складі 1 вантажівки «ЗИЛ» і 1 легкового автомобіля з особовим складом у 23 чоловіки рухалася дорогою Луганськ-Щастя. Айдарівці були з групи Грізлі (2-га рота) і групи Термінатора («Вікінги»).
Приблизно о 14:30 колону «Айдару» зупинили на блокпосту навпроти автобусної зупинки «Весела гора», і, дізнавшись назву батальйону, російські формування відкрили вогонь на ураження. За словами російського нациста Олексія Мільчакова, учасника засідки, шістьох поранених українських бійців стратили на місці.
Прорватися до своїх змогло лише 3 бійців батальйону — Олексій Бегеда, Дмитро Грозовський і боєць, що зміг повернутися до колони 2-го батальйону 80 ОАеМБр, що йшла від Металіста, і сповістити їх про засідку. За іншими даними, вижили Олексій Батура, Дмитро Грозовський і Олександр Сторожук.
Згідно з рапортом командира 5-ї аеромобільної роти 80 ОАеМБр офіцера Х., приблизно о 15:55 того ж дня командир 1-ї танкової бригади, позивний «Гідра», передав команду зведеному підрозділу Збройних сил у складі 5-ї аеромобільної роти і танкового підрозділу висуватися з Металіста до Щастя. Колона збройних сил мала 5 БТРів і 2 танки, що рухалися у такому порядку: БТР-80 № 123 — дозорний відділ, танк, БТР-80 № 125, 129, 124, 120 і танк у кінці колони. Колона рушила о 16:10—16:15.
Під'їжджаючи до населеного пункту Цвітні Піски, о 16:30—16:40 підрозділ потрапив у засідку. По колоні вівся вогонь з обох боків зі стрілецької зброї, гранатометів, кулеметів і танком, дорога була замінована керованими протитанковими мінами ТМ-62. У рапорті командира 5-ї роти зазначено, що підрозділ здійснював контрзасадні дії, вів вогонь зі стрілецької зброї, РПГ, кулемета БТР-80 і танковим озброєнням. Спочатку зайняли кругову оборону, відбиваючи натиск противника, надалі проходили засаду в русі на техніці. Сили противника, згідно з рапортом, складали 240—260 осіб.
Згідно з висновком Ярослава Тинченка, з рапорту випливає, що про трагедію, яка сталася з айдарівцями, десантники не знали й рухалися повз місця бою відповідно до наказу про передислокацію від командування 1-ї окремої танкової бригади.
За інформацією Юрія Бутусова, українські десантники у цьому бою змогли підбити танк і БТР бойовиків, проте втратили 23 особи загиблими і зниклими безвісти. Був втрачений БТР-80 № 129 — він на швидкості влетів у лісопосадку і там згорів. Решта колони змогла пройти через засідку і о 17:00 — 17:20 дістатися Щастя.
За словами Володимира Кияна (позивний «Тайфун»), учасника того бою, командування у той час наказало 4-й аеромобільній роті 80-ї бригади, що перебувала у Щасті, підірвати міст через Сіверський Донець, і тільки через заперечення бійців роти міст не підірвали, дочекавшись виходу з бою колони 2-го батальйону і її проходу через міст.

## Втрати
Українська сторона втратила 20-29 людини загиблими та зниклими безвісти. Російські найманці фотографувалися на фоні загиблих і допитували важко пораненого Івана Ісика, що помер згодом в лікарні від ран.
8 вересня в «часі тиші» українській владі вдалося домовитися з бойовиками, наслідком стало повернення 33 тіл загиблих українських вояків. Тіла українських бійців були надзвичайно спотворені, зі слідами знущань і катувань. За уточненими даними за вересень 2017 року, рештки тіл належали 38 бійцям.
У попередньому звіті від командира 5-ї аеромобільної роти 80 ОАеМБр зазначалося, що особовий склад роти втратив 5 осіб загиблими та 17 зниклими безвісти (загалом 23 людини).
Вважаються зниклими безвісти:
- лейтенант Ігор Петрович Петрівський
- молодший сержант Олег Володимирович Гураль
- солдати: Сергій Миколайович Ватаманюк, Микола Йосипович Підгайний, Едуард Геннадійович Слободян, Степан Ярославович Цікайло.

Вважаються полоненими:
- капітан Віталій Володимирович Кондрацький
- солдати Микола Володимирович Гринюк, Олександр Юрійович Клим'юк[6].

| п/п | Прізвище, ім'я, по-батькові      | Звання            | Дата смерті | Формування | Подробиці |
| --- | -------------------------------- | ----------------- | ----------- | ---------- | --- |
| 1.  | Атаманчук Андрій Вікторович      |                   | 5.09.2014   | «Айдар»    | |
| 2.  | Білоус Олександр Севаст'янович   | солдат            | 5.09.2014   | «Айдар»    | 1988 року закінчив Ставропольське вище військово-авіаційне училище льотчиків та штурманів. Військову службу розпочав як льотчик. Надалі проходив службу в СБУ, проживав у місті Ковель. Підполковник СБУ у відставці. З початком російської збройної агресії проти України добровольцем пішов на фронт. Солдат 24-го батальйону територіальної оборони «Айдар»; псевдо «Льотчик». 5 вересня 2014-го зник безвісти під час бою з російськими диверсантами, які напали на бійців 2-ї роти батальйону із засідки поблизу села Весела Гора. Бійці на двох машинах під'їхали до блокпоста — на ньому майорів український прапор. Командир групи вийшов з машини, терористи відкрили вогонь. Прострелено бензобак, одна з автівок вибухнула. Був похований як невідомий під номером № 252 в м. Старобільську Луганської області. Упізнаний за експертизою ДНК серед похованих невідомих Героїв у травні 2015 року. Визнаний загиблим слідчими органами, про що складено відповідну постанову. Остаточно ідентифікацію завершено у 2019 році. 4 вересня 2019 року побратими бійця з Луцька і волонтери, підняли тіло військовослужбовця з місця поховання у Старобільську та відвезли його на батьківщину для перепоховання. 5 вересня похований на кладовищі Луцька у селі Гаразджа, на Алеї почесних поховань. Залишилися дружина та двоє дітей. Нагороджений нагрудним знаком «За оборону Луганського аеропорту» (посмертно). |
| 3.  | Богуш Андрій Васильович          | солдат            | 5.09.2014   | «Айдар»    | |
| 4.  | Вишневський Олег Анатолійович    | солдат            | 5.09.2014   | «Айдар»    | |
| 5.  | Грибков Сергій Миколайович       | солдат            | 5.09.2014   | «Айдар»    | |
| 6.  | Коломієць Федір Федорович        | солдат            | 5.09.2014   | «Айдар»    | |
| 7.  | Юркевич Андрій Михайлович        | солдат            | 5.09.2014   | «Айдар»    | |
| 8.  | Пархоменко Сергій Леонідович     | солдат            | 5.09.2014   | «Айдар»    | |
| 9.  | Шалатовський Вадим Володимирович | старший солдат    | 5.09.2014   | «Айдар»    | |
| 10. | Якубовський Назар Олександрович  | солдат            | 5.09.2014   | «Айдар»    | |
| 11. | Кумецький Віктор Володимирович   | старший сержант   | 5.09.2014   | «Айдар»    | |
| 12. | Король Юрій Васильович           | солдат            | 5.09.2014   | «Айдар»    | |
| 13. | Скиба Олександр Сергійович       | старший сержант   | 5.09.2014   | «Айдар»    | |
| 14. | Рожков Дмитро Анатолійович       | солдат            | 5.09.2014   | «Айдар»    | |
| 15. | Слісенко Михайло Михайлович      |                   | 7.09.2014   | «Айдар»    | Був взятий у полон 5 вересня, проте після численних тортур помер у полоні. |
| 16. | Сльота Володимир Васильович      | солдат            | 5.09.2014   | «Айдар»    | |
| 17. | Стулов Олексій Валерійович       | солдат            | 5.09.2014   | «Айдар»    | |
| 18. | Кондратюк Юрій Володимирович     | солдат            | 5.09.2014   | «Айдар»    | |
| 19. | Гаврилюк Анатолій Петрович       | Прапорщик         | 5.09.2014   | 80 ОАеМБр  | |
| 20. | Лемещук Іван Михайлович          | Сержант           | 5.09.2014   | 80 ОАеМБр  | |
| 21. | Сова Іван Васильович             | Старший солдат    | 5.09.2014   | 80 ОАеМБр  | |
| 22. | Бражнюк Віктор Михайлович        | Молодший сержант  | 5.09.2014   | 80 ОАеМБр  | |
| 23. | Бродяк Степан Миколайович        | Молодший сержант  | 5.09.2014   | 80 ОАеМБр  | |
| 24. | Соломчук Володимир Володимирович | Старший солдат    | 5.09.2014   | 80 ОАеМБр  | |
| 25. | Редькович Павло Миколайович      | Старший солдат    | 5.09.2014   | 80 ОАеМБр  | |
| 26. | Степула Руслан Іванович          | Солдат            | 5.09.2014   | 80 ОАеМБр  | |
| 27. | Воробель Іван Володимирович      | Старший солдат    | 5.09.2014   | 80 ОАеМБр  | |
| 28. | Корнач Сергій Сергійович         | Солдат            | 5.09.2014   | 80 ОАеМБр  | |
| 29. | Пилипчук Юрій Юрійович           | Старший лейтенант | 5.09.2014   | 80 ОАеМБр  | |
| 30. | Симпович Роман Володимирович     | Солдат            | 5.09.2014   | 80 ОАеМБр  | |
| 31. | Боднар Сергій Володимирович      | Солдат            | 5.09.2014   | 80 ОАеМБр  | |
| 32. | Ващук Олексій Олександрович      | Сержант           | 5.09.2014   | 80 ОАеМБр  | |
| 33. | Федус Микола Миколайович         | Солдат            | 5.09.2014   | 80 ОАеМБр  | |
| 34. | Ісик Іван Васильович             |                   | 14.09.2014  | «Айдар»    | Був взятий у полон 5 вересня, зазнав численних тортур на полі бою. Помер у лікарні. |
| 35. | Якимчук Владислав Сергійович     | солдат            | 5.09.2014   | «Айдар»    | |
| 36. | Турчин Михайло Степанович        | солдат            | 5.09.2014   | 80 ОАеМБр  | Виявлений похованим як невідомий на Луганщині. 20 лютого 2020 року у Львові попрощалися з тілом, перепохований у рідному селі в Галицькому р-ні на Івано-Франківщині. |

## Вшанування
2 жовтня 2014 року у Старобільську відбулася панахида за загиблими бійцями 80-ї аеромобільної бригади. Голова Луганської ОДА Геннадій Москаль попросив на колінах у загиблих пробачення від української влади:

| Простіть нас, що з вами сьогодні нема ваших матерів, ваших батьків, ваших дітей, ваших сестер. Простіть нас за те, що державні інституції не змогли закупити реактиви, щоб зробити аналіз ДНК і встановити кожну особу. Це наша провина, і думаю, прийде час, і ті, хто припустився цієї помилки, будуть покарані, і батьки нарешті зможуть забрати своїх синів і поховати у себе на батьківщині. |
| — Геннадій Москаль, 2 жовтня 2014 |

## Матеріали
- 5 сентября 2014 года — Героическое самопожертвование «Айдара» и 80-й бригады[25]
- 5 сентября 2014 года — кровавая дата 24-го отдельного штурмового батальона «Айдар». ФОТОрепортаж[26]
- Подробности засады под Луганском: погибли 33 украинских бойца[27] // liga.net, 11 вересня 2014 р.
- «5 сентября 2014 года: засада в районе села Цветные Пески»[5] // censor.net, 6 вересня 2016 р.
- Ярослав Тинченко, 5 вересня під Луганськом[28] // Український тиждень, 7 вересня 2017
- Ярослав Тинченко, Володимир Сакун: «Таких боїв в Афганістані не було, ми билися практично в повному оточенні й не схибили, і без наказу не відійшли!»[29] // Український тиждень, 17 вересня 2017

## Виноски
1. ↑  Віктор Муженко:
"Там теж були факти відходу деяких підрозділів із району Луганська, в тому числі несанкціоновані."[1]
2. ↑  «5 сентября 2014 года: засада в районе села Цветные Пески»:
"Блокпост в районе Цветных Песков накануне был оставлен нашими подразделениями, которые находились в этом районе в подчинении командира 1-й танковой бригады Грицькова."[5]